# Scrapbooking digital
El término scrapbooking digital designa la creación de un trabajo artístico en 2D mediante la combinación de diferentes elementos gráficos. Es un tipo de scrapbooking en el que se utiliza un ordenador, fotos digitales o escaneadas y software para gráficos. Se trata de una nueva forma del scrapbook tradicional que ha sido incorporada recientemente. 
Los conjuntos de elementos para realizar scrapbooking digital se pueden comprar o descargar desde muchas páginas web especializadas en este arte. Los conjuntos contienen diversos tipos de elementos, como ilustraciones, letras del abecedario, adornos, etc. y normalmente están combinados en colores y temas. Suelen consistir de imágenes de fondo e imágenes simples, incluidos los canales alfa. Una vez el conjunto se ha descargado al ordenador, se puede utilizar las veces deseadas para crear nuevas páginas de scrapbooking (diseños scrapbooking) con el programa de software que el usuario escoja, a menudo combinando las propias fotografías familiares de este, recuerdos escaneados y otros elementos escaneados. El escaneado se hace normalmente a 300 dpi para que las imágenes se puedan imprimir con buena calidad.
Existen diferentes tipos de licencias de los conjuntos, desde los que no tienen derechos de autor hasta los que se compran en línea en páginas de fotografía de stock. Algunos conjuntos de elementos carecen completamente de licencia, pero en otros se restringe el uso a proyectos sin fines comerciales. También hay autores que prohíben específicamente la venta de cartas de felicitación y regalos diseñados con sus conjuntos. Las licencias varían de conjunto a conjunto, incluso de los del mismo autor. Algunos de ellos incluyen material de dominio público que ha sido coloreado más de una vez. A diferencia del tradicional, en el caso del scrapbooking digital los autores de los conjuntos solicitan una firma que indique que sus elementos gráficos se han utilizado en una nueva creación.
Algunos artistas combinan el scrapbooking digital con el tradicional para crear lo que se conoce como scrapbooking híbrido. Este tipo de scrapbooking se realiza creando diseños en el ordenador utilizando elementos digitales que luego se imprimirán y combinarán con los elementos tradicionales como botones y lazos, entre otros.
Desde 2012, el mercado del scrapbooking tradicional parece haberse reducido en Estados Unidos, probablemente debido a la recesión, y el digital, ya que es un tipo de scrapbooking mucho más barato, parece haber aumentado en la misma proporción.

## Software para scrapbooking digital
Los programas que se utilizan principalmente son Adobe Photoshop, Adobe Photoshop Elements, Paint.NET (gratuito), Paint Shop Pro y GIMP.
La edición del texto se hace con el programa informático para acompañar las imágenes y para crear libros de recuerdos, de historias u otro tipo de páginas que después se pueden publicar como libros en diferentes servicios disponibles de impresión, grabados en DVD o simplemente como imágenes para compartir en foros, blogs, etc.

## Materiales para scrapbooking digital
Los materiales para scrapbooking digital se descargan de internet y se guardan en el ordenador o en un disco duro extraíble, DVD o CD para utilizarlo según las necesidades. Los materiales varían desde conjuntos totalmente combinados con papeles, adornos y lazos hasta plantillas de diseño ya creadas que solo necesitan completarse con fotografías personales.

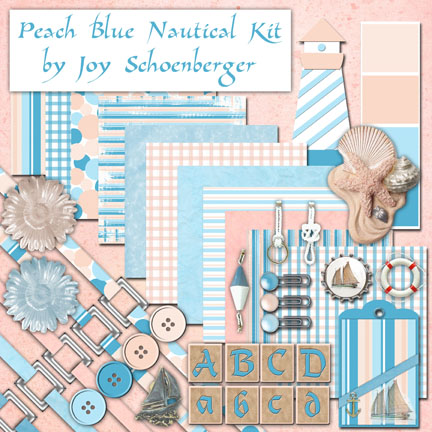
Conjunto Peach Blue Nautical.
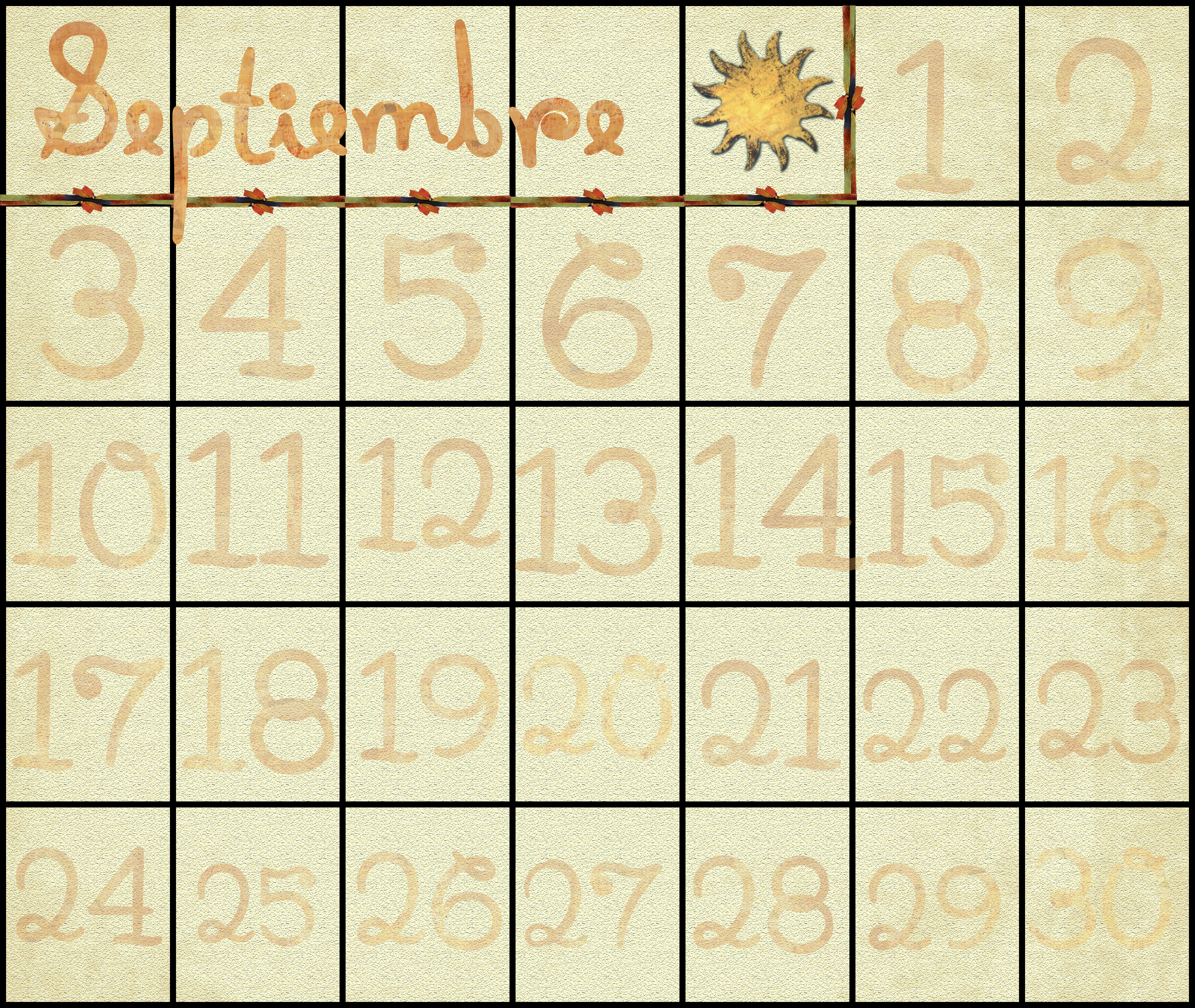
Scrap digital de una página de calendario.
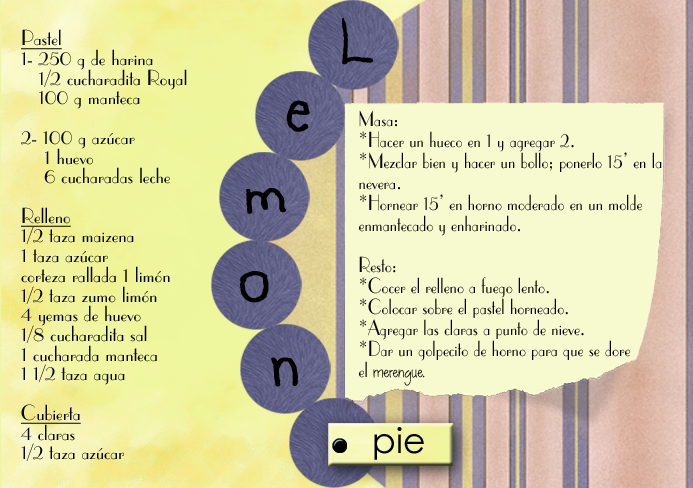
Scrap digital de receta sin fotografía.
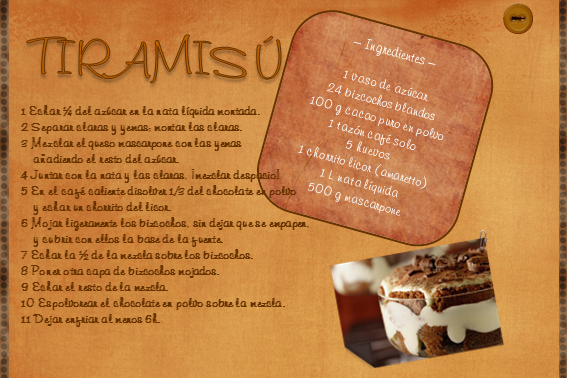
Scrap digital de receta con fotografía.

## Recursos para scrapbooking digital
- http://www.scrappersguide.com/ (En inglés; contiene tutoriales) [Consulta: 11 de junio de 2012]
- http://www.freedigitalscrapbooking.com/ (En inglés) [Consulta: 11 de junio de 2012]
- https://web.archive.org/web/20120708031438/http://www.digitalscrapbookexperts.com/ (En inglés; contiene tutoriales, materiales, etc.) [Consulta: 11 de junio de 2012]
- Cómo hacer un álbum de recortes digital en poco tiempo (En inglés; contiene tutoriales) [Consulta: 16 de agosto de 2020]

- Esta obra contiene una traducción  derivada de «Digital scrapbooking» de Wikipedia en inglés, concretamente de esta versión, publicada por sus editores bajo la Licencia de documentación libre de GNU y la Licencia Creative Commons Atribución-CompartirIgual 4.0 Internacional.

- Datos: Q5276155